# Anaya
Anaya település Spanyolországban, Segovia tartományban. Anaya Garcillán, Martín Miguel, Juarros de Riomoros, Marazoleja, Marazuela, Santa María la Real de Nieva és Añe községekkel határos. Lakosainak száma 119 fő (2024).

## Népesség
A település népessége az elmúlt években az alábbi módon változott:
| Lakosok száma | 123  | 136  | 131  | 140  | 136  | 118  | 124  | 129  | 126  | 119  |
|               | 2001 | 2004 | 2007 | 2009 | 2012 | 2014 | 2017 | 2019 | 2022 | 2024 |